# Bunt earlów
Bunt earlów – wystąpienie w 1075 trzech earlów przeciwko panowaniu Wilhelma Zdobywcy w Anglii. Był to ostatni poważny bunt przeciwko normańskiemu władcy.

## Przebieg
U podłoża buntu leżała niechęć anglosaskiej ludności Anglii do Normanów, sprawujących rządy od czasu pokonania pod Hastings w 1066 króla Harolda II i kapitulacji jego następcy, Edgara II. Bezpośrednim powodem do buntu stał się jednak brak królewskiej zgody dla projektu małżeństwa pomiędzy Ralphem de Gael, earlem Anglii Wschodniej a Emmą, siostrą Rogera de Breteuil, 2. earla Herefordu. Roger, wykorzystując przedłużający się od 1073 pobyt króla w Normandii zaaranżował małżeństwo pomiędzy swoją siostrą i earlem Ralphem. Wkrótce później, obaj możnowładcy w sojuszu z tradycyjnie nieprzychylnym królowi Wilhelmowi Waltheofem, earlem Nortumbrii, wystąpili zbrojnie przeciwko panowaniu Wilhelma.
Bunt nie cieszył się jednak zbyt dużym entuzjazmem wśród społeczeństwa angielskiego. Nie był także należycie przygotowany. Widząc nieudolność towarzyszy Waltheof bardzo szybko utracił zapał i próbując ratować się przed spodziewanym gniewem króla, poinformował o spisku Lanfranka, arcybiskupa Canterbury. Następnie zaś udał się do Normandii i towarzyszył królowi w jego powrocie. Tymczasem Ralph de Gael wymaszerował ze swoimi siłami, ale bardzo szybko wpadł na znacznie silniejsze oddziały zebrane przez Odona, biskupa Bayeux i Geoffreya de Montbray, biskupa Coutances. W tej sytuacji pospiesznie wycofał się on do swojej siedziby w Norwich. Ralph polecił żonie kierować obroną, a sam – w celu uzyskania wsparcia – popłynął do Danii, na dwór Haralda III. Na zachodzie sytuacja wyglądała bardzo podobnie. Marsz wojsk earla Rogera na miejsce spotkania z Ralphem i Waltheofem został powstrzymany nad rzeką Severn przez fyrd z Worcestershire, dowodzony przez Wulstana, biskupa Worcesteru oraz Waltera de Lacy, barona Ludlow. Roger de Breteuil, w obawie przed porażką w otwartym polu, zawrócił i zorganizował obronę w Hereforddzie.
Arcybiskup Lanfrank wezwał buntowników do lojalności wobec Wilhelma, ale gdy to nie poskutkowało, ekskomunikował przywódców buntu i ich zwolenników. Z biegiem czasu, sytuacja earlów stawała się coraz gorsza. Pod Hereford nadciągnął ze swoimi ludźmi Æthelwig, opat Evesham. Także pod Norwich ściągały kolejne oddziały wierne królowi. Widząc beznadziejność dalszej obrony, Emma de Gauder wynegocjowała poddanie się obrońców za możliwość opuszczenia Anglii. Cała załoga otrzymała czterdzieści dni na wyjazd do Bretanii, gdzie Emma i jej mąż mieli posiadłości niepodlegające zwierzchnictwu angielskich władców. Wkrótce bunt skończył się.

## Skutki
Ostatecznie Roger de Breteuil i Waltheof zostali pojmani i wtrąceni do królewskiego więzienia, a wszystkie ziemie ich i Ralpha zostały skonfiskowane. Powody aresztowania Waltheofa do dziś nie są do końca znane. Jego informacje o buncie, wyjazd do Normandii i powrót z królem, sugerowałyby królewską łaskę. Wilhelm jednak osądził buntowników podczas pobytu w Winchesterze. Roger de Breteuil pozostał uwięziony do września 1087, kiedy to został zwolniony wraz z innymi więźniami politycznymi po śmierci Wilhelma. Waltheof, prawdopodobnie z uwagi na wcześniejszą opozycję do władcy, został natomiast skazany na śmierć i ścięty 31 maja 1076.
Jednym z ostatnich akordów buntu – jeszcze przed przybyciem króla – był  powrót Ralpha z posiłkami duńskimi w sile dwustu okrętów, pod dowództwem księcia Kanuta. Jednak wobec upadku buntu, Duńczycy ograniczyli się jedynie do spustoszenia wschodniego wybrzeża. Sam Ralph de Gael udał się zaś do swoich posiadłości w Bretanii, gdzie przebywała już jego żona.